# حرمیری
حرمیری روستایی در دهستان پسکوه بخش مرکزی شهرستان سیب و سوران استان سیستان و بلوچستان ایران است. بر پایه سرشماری عمومی نفوس و مسکن در سال ۱۳۹۰ جمعیت این روستا ۲۶ نفر (در ۵ خانوار) بوده است.